# Język postpozycyjny
Język postpozycyjny to język, w którym morfemy leksykalne budujące wyrazy mają pierwszeństwo przed morfemami gramatycznymi oraz język, w którego wyrazach złożonych człony określane następują po członach określających. Przykładowym takim językiem jest Esperanto.